# جيف أوستين (لاعب كرة مضرب)
جيف أوستين (بالإنجليزية: Jeff Austin)‏ هو لاعب كرة مضرب أمريكي، ولد في 5 يوليو 1951 في والثام في الولايات المتحدة.

## وصلات خارجية
- جيف أوستين على موقع رابطة محترفي التنس (الإنجليزية)
- جيف أوستين على موقع الاتحاد الدولي لكرة المضرب (الإنجليزية)
- جيف أوستين على موقع خلاصة التنس.كوم (الإنجليزية)